# Witold Stok
Witold Stok, właściwie Witold Stok-Stokowiec (ur. 14 czerwca 1946 w Trani) – polski operator filmowy i realizator filmów dokumentalnych.
Laureat Nagrody za zdjęcia na Festiwalu Polskich Filmów Fabularnych w Gdańsku. Członek British Society of Cinematographers. Od lat 80. mieszka w Wielkiej Brytanii.

## Filmografia
jako autor zdjęć:
- Murarz (1973)
- Personel (1975)
- Przepraszam, czy tu biją (1976)
- W biały dzień (1980)
- The Rector's Wife (1994)
- Galerianki (2009)
- Śluby panieńskie (2010)
- Żywie Biełaruś! (2012)

jako realizator filmów dokumentalnych:
- Sonderzug - pociąg specjalny (1978)

## Nagrody i nominacje
- 1978 – Brązowy Lajkonik na Ogólnopolskim Festiwalu Filmów Krótkometrażowych w Krakowie za Sonderzud - pociąg specjalny
- 1978 – Wyróżnienie Jury Katolickiego na Międzynarodowym Festiwalu Filmów Krótkometrażowych w Oberhausen za Sonderzud - pociąg specjalny
- 1981 – Nagroda za zdjęcia do filmu W biały dzień na Festiwalu Polskich Filmów Fabularnych w Gdańsku
- 1995 – nominacja do BAFTA Televison Craft Award za zdjęcia do The Rector's Wife[2]